# Réserve naturelle régionale de la vallée de la Renaudie
La réserve naturelle régionale de la vallée de la Renaudie (RNR134) est une réserve naturelle régionale située dans le département de la Charente, en région Nouvelle-Aquitaine. Classée en 2012, elle occupe une surface de 73 hectares et protège un petit cours d'eau et la vallée qu'il occupe.

## Localisation

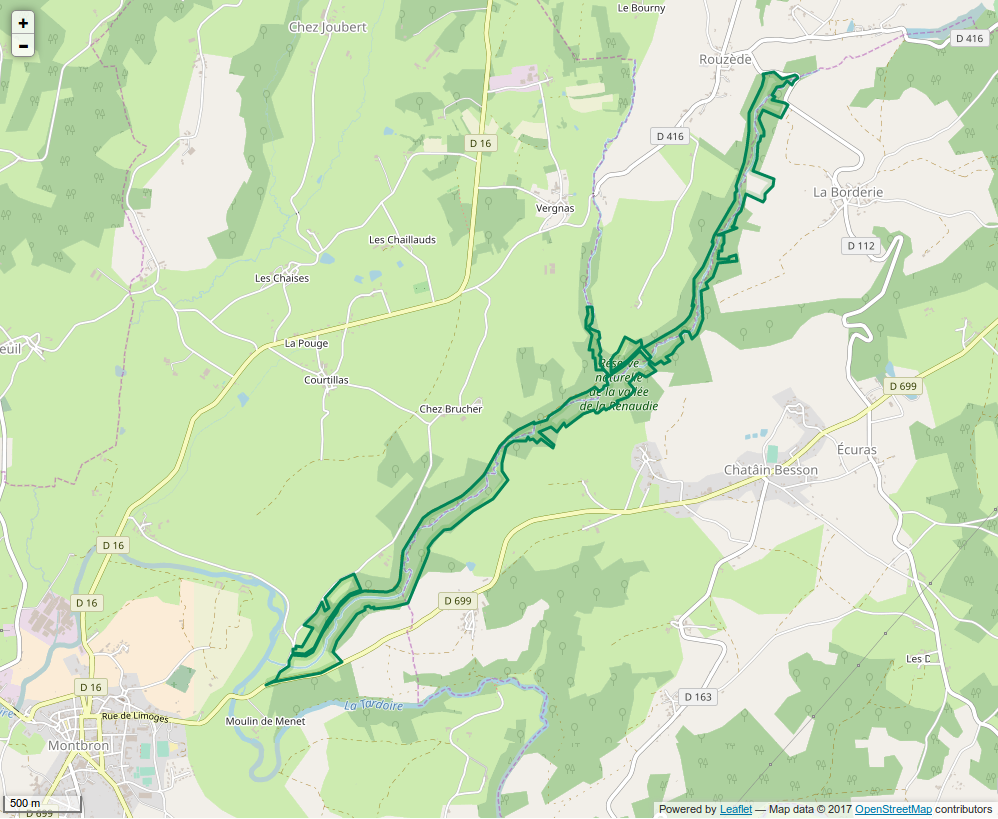
Périmètre de la réserve naturelle.

Le territoire de la réserve naturelle est dans l'est du département de la Charente, sur les communes de Écuras, Montbron et Rouzède. Large de quelques dizaines de mètres par endroits, il s'étend sur 6 km le long de la Renaudie, affluent de la Tardoire.

## Histoire du site et de la réserve
Le site a fait l'objet d'un classement en réserve naturelle volontaire en 1998 à l'initiative des communes.

## Écologie (biodiversité, intérêt écopaysager…)
On trouve sur la réserve naturelle des milieux variés : ruisseaux et ripisylves, mares, falaises sèches (carrière de Boucu), prairies et boisements à l'interface entre des terrains calcaires et granitiques.

### Flore
La flore du site compte plus de 300 espèces dont 20 sont patrimoniales et 14 sont inscrites en liste rouge régionale. On y trouve l'Épervière petite laitue, le Millepertuis à feuille de lin ou le Chénopode des villages ainsi que de nombreuses orchidées sauvages.

### Faune
On rencontre sur le site 49 espèces de mammifères, plus de 130 espèces d'oiseaux (Pic noir, Pic épeiche, Cincle plongeur, Tichodrome échelette, Martin pêcheur), 12 espèces d'amphibiens (Sonneur à ventre jaune) et 8 de reptiles dont le Lézard des souches.
Pour les invertébrés, on rencontre 53 espèces de papillons (Damier de la succise) et 37 de libellules.

## Intérêt touristique et pédagogique
Trois sentiers (biodiversité : 4 km, 2 h 30, géologie : 3,5 km, 2 h 30, eau : 3 km, 2 h 30) ont été mis en place sur le site pour permettre sa découverte.

## Administration, plan de gestion, règlement
La réserve naturelle est gérée par le Conservatoire d'espaces naturels de Poitou-Charente.

### Outils et statut juridique
La réserve naturelle a été créée par une délibération du 4 novembre 1998.
Le site fait par ailleurs partie du site Natura 2000 « FR5400408 », Vallée de la Tardoire.